# Kenneth Ma
Kenneth Ma Kwok-ming (traditionell kinesiska: 馬國明, förenklad kinesiska: 马国明, pinyin: Mǎ Guómíng), född 13 februari 1974, är en skådespelare från Hongkong som kontrakt med TVB.
Ma hade vunnit priset för bästa manliga huvudroll vid TVB Anniversary Awards fyra gånger: 2012, 2017, 2018 respektive 2021. Han blev den TVB-skådespelare med flest vinster i den kategorin. År 2019 vann han TVB Anniversary Award för bästa skådespelare med sin roll i det medicinska dramat Big White Duel.